# Mon (monnaie)
Pour les articles homonymes, voir Mon.

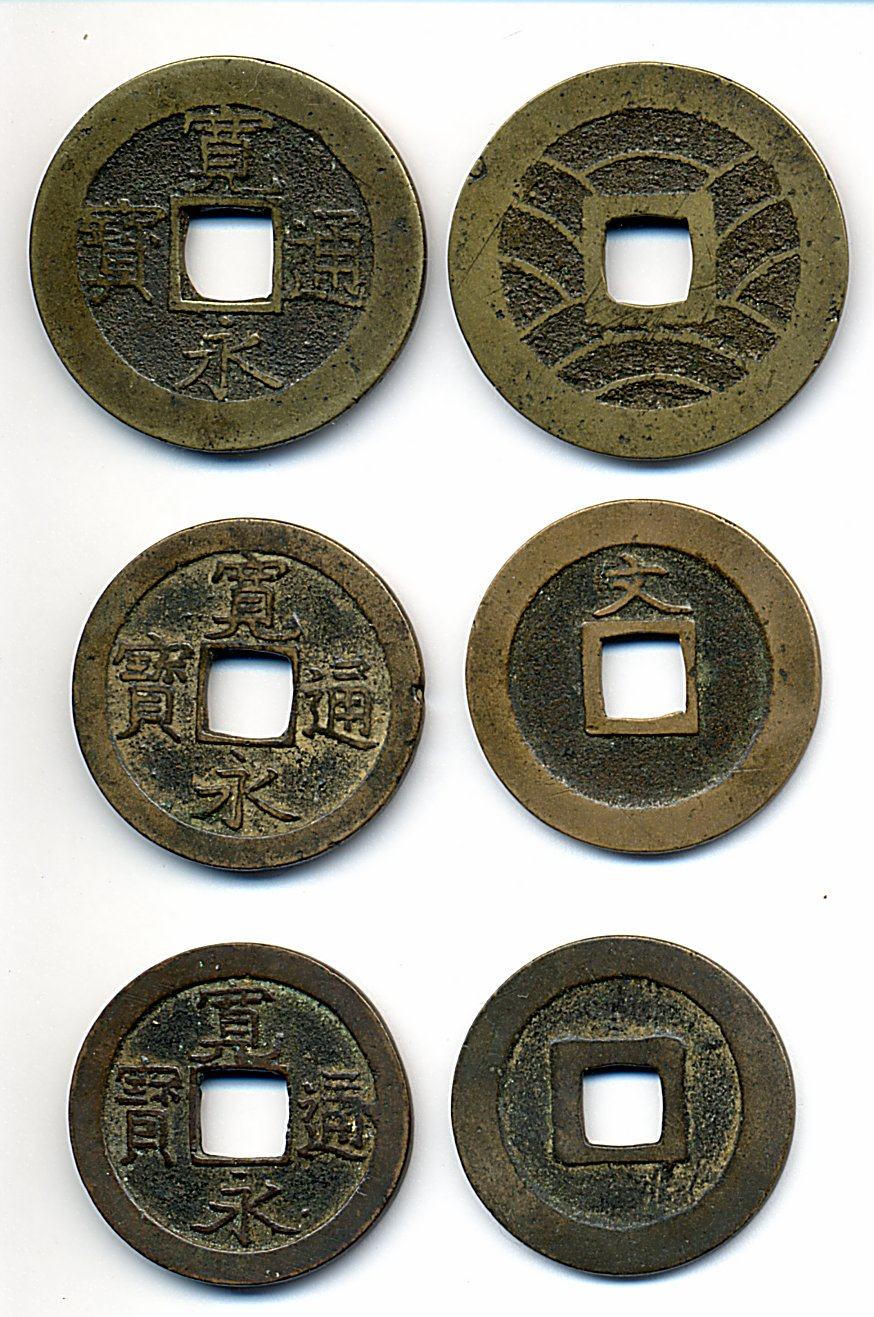
Des pièces kan'ei tsūhō (寛永通宝). Celles du dessus valaient 4 mon chacune, celles du milieu et du dessous valaient 1 mon chacune.

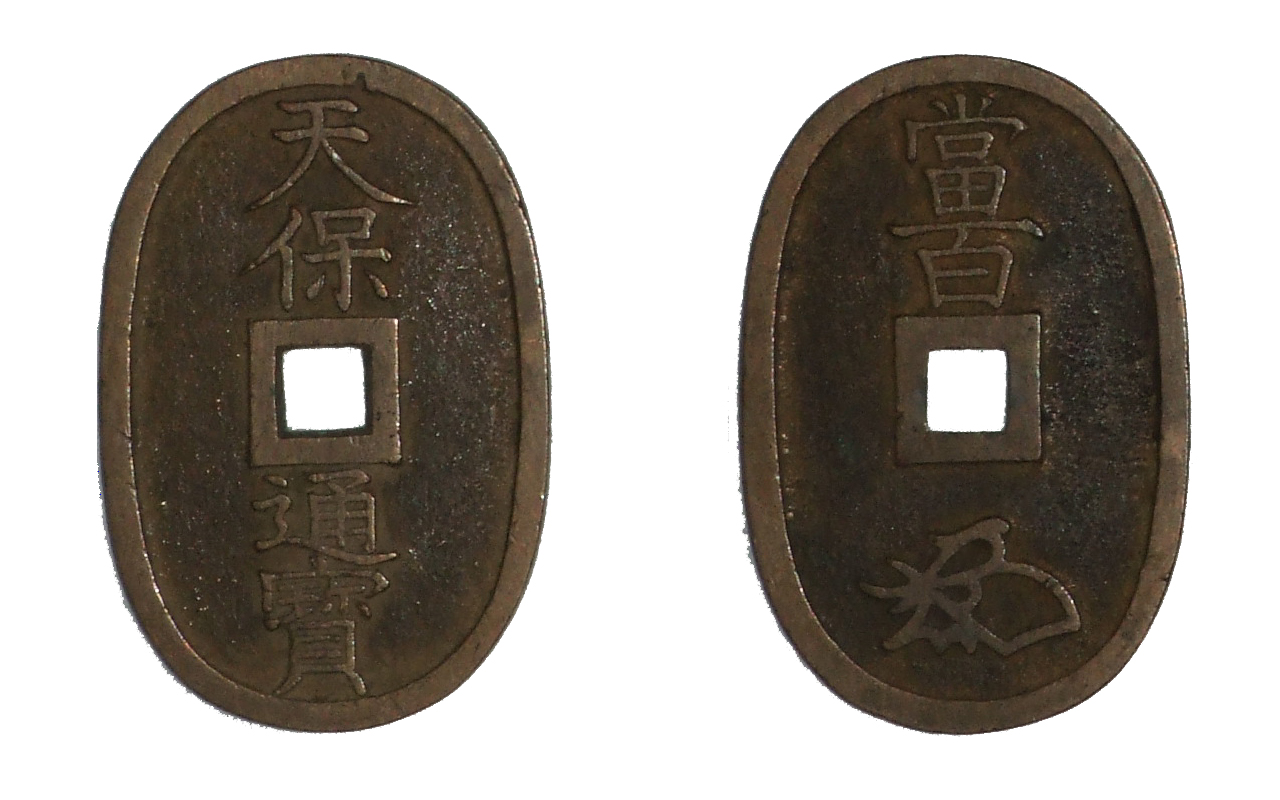
Monnaie de type tenpō tsūhō (天保通宝) en bronze, avers et revers, d'une valeur de 100 mon, produite à partir de 1835.

Le mon (文) est une ancienne monnaie japonaise, circulante jusqu'en 1870, sous-multiple du ryō au sein du système monétaire Tokugawa. 

## Histoire
Le mon est dérivé du wen chinois, comme le mun coréen. Les pièces dites mon sont en bronze et plus rarement en fer ; à l'unité, elles sont de forme circulaire avec un trou carré au centre. Elles servent d'appoint aux petits lingots d'or ou d'argent, appelés shu, bu et ryō dont le rapport est 4 000 mon = 16 shu = 4 bu = 1 ryō. Le type mon est produit par moulage.
La monnaie de bronze valant 100 mon possédait une forme elliptique et pesait un peu plus de 20 g ; les plus courantes furent frappées sous l'ère Tenpō (1830-1844).
Le yen remplaça ces dénominations avec la réforme monétaire de 1870. Toutefois, son utilisation perdura jusqu'en 1871, lorsque les premiers timbres poste japonais, sortis cette année-là, furent imprimés avec des valeurs en mon.
Voici un tableau des valeurs des différentes devises en fonction du métal de frappe :
or
1 oban = 7,5 ryo
1 ryō / koban = 4 bu = 4 kan = 70 momme
1 bu = 4 shu
1 shu
argent
1 kamme = 1 000 momme
1 momme [3,75 g] = 10 fun
1 fun = 10 rin
1 rin
cuivre
1 kan [3,75 kg] = ligatures de 1 000 mon
1 mon

Un ryō suffisait à acheter 4 koku de riz, c'est-à-dire du riz pour une personne pour quatre ans.